# Romero (film)
Romero – amerykański film biograficzny z gatunku dramatów politycznych.
Film powstał na kanwie prawdziwych wydarzeń i opowiada arcybiskupie O. Romero zamordowanym przez rządzącą w Salwadorze juntę. W zamierzeniu producenta miała to być produkcja telewizyjna, ale po odmowie trzech koncernów telewizyjnych tematu jako „zbyt kontrowersyjnego” Ellwood Kieser zdecydował o realizacji pełnometrażowego filmu kinowego. Tym samym Kieser został pierwszym i do 1992 roku jedynym producentem będącym jednocześnie księdzem katolickim. W ten sposób powstał film zrealizowany dla działającej pod auspicjami archidiecezji Los Angeles wytwórni filmowej „Paulist Pictures”.
Muzykę do filmu skomponował Gabriel Yared, zdjęcia zrealizował Geoff Burton, a autorem scenariusza był John Sacret Young. Projekcja trwa 102 minuty.
Światowa premiera filmu odbyła się 25 sierpnia 1989 i w tymże roku został zaprezentowany na Festiwalu Filmowym w Toronto.
W 1991 roku film był nominowany w dwóch kategoriach do wyróżnień jako film społeczno- polityczny (Political Film Society, USA).

## Obsada
- Richard Jordan - ojciec Rutilio Grande
- Raul Julia - abp Oscar Romero
- Eddie Velez - porucznik Columa
- Tony Plana - ojciec Manuel Morantes
- Harold Gould - Francisco Galedo
- Al Ruscio - Biskup Estrada
- Tony Perez - Rafael Villez
- Ana Alicia - Arista Zelada
- Alejandro Bracho - ojciec Alfonzo Osuna
- Lucy Reina - Lucia

## Fabuła
Pełniący swój apostolat przez głoszenie Ewangelli duchowny zostaje mianowany arcybiskupem. Za namową prezydenta angażuje się w politykę występując przeciwko niesprawiedliwościom i okrucieństwu totalitarnej władzy. Po apelu skierowanym do armii Salwadoru, by żołnierze nie wykonywali rozkazu strzelania do protestujących chłopów, abp Oscar Romero 24 marca 1980 zostaje zamordowany w czasie odprawiania Mszy.